# Великобритания на летних Олимпийских играх 1972
На летних Олимпийских играх 1972 года Великобританию представляли 284 спортсменов (210 мужчин, 74 женщины). Они завоевали 4 золотых, 5 серебряных и 9 бронзовых медалей, что вывело сборную на 12-е место в неофициальном командном зачёте.

## Медалисты
| Медаль  | Спортсмен                                                | Вид спорта      | Дисциплина                                                  |
| ------- | -------------------------------------------------------- | --------------- | ----------------------------------------------------------- |
| Золото  | Мэри Питерс                                              | Лёгкая атлетика | Женщины, пятиборье                                          |
| Золото  | Ричард Мид                                               | Конный спорт    | Троеборье, личное первенство                                |
| Золото  | Ричард Мид Мэри Гордон-Ватсон Бриджет Паркер Марк Филипс | Конный спорт    | Троеборье, командное первенство                             |
| Золото  | Родни Пэттиссон Кристофер Дэвис                          | Парусный спорт  | Класс «Летучий голландец»                                   |
| Серебро | Мартин Рейнольдс Алан Пэско Дэвид Хемери Дэвид Дженкинс  | Лёгкая атлетика | Мужчины, эстафета 4×400 м                                   |
| Серебро | Энн Мур                                                  | Конный спорт    | Конкур, личное первенство                                   |
| Серебро | Дэвид Старбрук                                           | Дзюдо           | Мужчины, до 93 кг                                           |
| Серебро | Дэвид Вилки                                              | Плавание        | Мужчины, 200 м брассом                                      |
| Серебро | Алан Уоррен Дэвид Хант                                   | Парусный спорт  | Класс «Темпест»                                             |
| Бронза  | Иан Стюарт                                               | Лёгкая атлетика | Мужчины, 5000 м                                             |
| Бронза  | Дэвид Хемери                                             | Лёгкая атлетика | Мужчины, 400 м с барьерами                                  |
| Бронза  | Ральф Эванс                                              | Бокс            | Мужчины, до 48 кг                                           |
| Бронза  | Джордж Тёрпин                                            | Бокс            | Мужчины, до 54 кг                                           |
| Бронза  | Алан Минтер                                              | Бокс            | Мужчины, до 71 кг                                           |
| Бронза  | Вильям Мур Майкл Бенет Иан Халлам Рональд Кибл           | Велоспорт       | Мужчины, командная гонка преследования                      |
| Бронза  | Брайан Джэкс                                             | Дзюдо           | Мужчины, до 80 кг                                           |
| Бронза  | Анджело Паризи                                           | Дзюдо           | Мужчины, абсолютная категория                               |
| Бронза  | Джон Кайнох                                              | Стрельба        | Мужчины, малокалиберная винтовка по движущейся мишени, 50 м |

## Результаты соревнований

### Академическая гребля
В следующий раунд из каждого заезда проходили несколько лучших экипажей (в зависимости от дисциплины). В финал A выходили 6 сильнейших экипажей, ещё 6 экипажей, выбывших в полуфинале, распределяли места в малом финале B.
Мужчины
| Соревнование | Спортсмены                    | Предварительный заезд | Предварительный заезд | Предварительный заезд | Отборочный заезд | Отборочный заезд | Отборочный заезд | Полуфинал | Полуфинал | Полуфинал | Финал   | Финал   | Итоговое место |
| Соревнование | Спортсмены                    | Заезд                 | Время                 | Место                 | Заезд            | Время            | Место            | Заезд     | Время     | Место     | Время   | Место   | Итоговое место |
| ------------ | ----------------------------- | --------------------- | --------------------- | --------------------- | ---------------- | ---------------- | ---------------- | --------- | --------- | --------- | ------- | ------- | -------------- |
| одиночки     | Кеннет Дуан                   | 3                     | 7:57,49               | 3                     | 2                | 8:10,32          | 2 Q              | 2         | 8:38,62   | 6         | Финал B | Финал B | 9              |
| одиночки     | Кеннет Дуан                   | 3                     | 7:57,49               | 3                     | 2                | 8:10,32          | 2 Q              | 2         | 8:38,62   | 6         | 8:00,38 | 3       | 9              |
| двойки       | Иеремия Маккарти Мэттью Купер | 1                     | 7:30,62               | 3                     | 3                | 7:40,78          | 2 Q              | 2         | 7:56,59   | 5 QB      | Финал B | Финал B | 12             |
| двойки       | Иеремия Маккарти Мэттью Купер | 1                     | 7:30,62               | 3                     | 3                | 7:40,78          | 2 Q              | 2         | 7:56,59   | 5 QB      | 7:51,01 | 6       | 12             |